# Franco Giavara
Franco Giavara (Mantova, 20 ottobre 1933 – Mantova, 30 dicembre 1970) è stato un calciatore e allenatore di calcio italiano, di ruolo difensore.
È scomparso nel 1970 all'età di 37 anni, stroncato da un cancro.

## Carriera

### Calciatore
Gli inizi sono in squadre quali Magenta e Bondenese, per poi passare alla Sampdoria, con cui non riesce tuttavia ad esordire in prima squadra in campionato. Disputa quindi due campionati col Mantova, con cui ottiene una promozione in Serie B.
Nel 1960 si trasferisce al Catania, con cui disputa tre campionati di Serie A dal 1960 al 1963, ottenendo con gli etnei 67 presenze in massima serie.
Il 29 gennaio 1961 nel match contro l'Inter, perso 5-0, il Catania realizzò ben 4 autoreti, di cui 2 Giavara, e 2 anche il suo compagno di squadra Elio Grani. Record di autogol in una partita di Serie A tuttora ineguagliato.
Dopo gli anni alle pendici dell'Etna, chiude la carriera di calciatore alla Carrarese.
In carriera ha totalizzato complessivamente 67 presenze in Serie A e 33 in Serie B, senza mai andare a segno.

### Allenatore
Cessata l'attività agonistica, intraprende quella di allenatore, prima come secondo nel Mantova, poi al Rovereto che porta dalla Serie D alla Serie C in due anni, prima della prematura scomparsa

## Palmarès

### Giocatore

#### Competizioni nazionali
- Serie C: 1

Mantova: 1958-1959

### Allenatore

#### Competizioni nazionali
- Serie D: 1

Rovereto: 1968-1969